# A Friendly Marriage
A Friendly Marriage è un cortometraggio muto del 1911 diretto da Van Dyke Brooke.

## Trama
Un Lord senza un soldo si sposa per convenienza con una ricca ereditiera americana, ma ben presto si innamora della moglie. Deciderà così di trovare il modo per mantenersi finanziariamente e di rendere effettivo il suo matrimonio.

## Produzione
Il film fu prodotto dalla Vitagraph Company of America.

## Distribuzione
Distribuito dalla General Film Company, il film - un cortometraggio in una bobina - uscì nelle sale cinematografiche USA il 4 settembre 1911.
Nelle proiezioni, veniva programmato con il sistema dello split reel, accorpato in un'unica bobina con un altro cortometraggio prodotto dalla Vitagraph, il drammatico Jealousy.